# 陸彥章
陸彥章（1566年—1630年），原名陸彦璋，字伯達，號紫陽，南直隸松江府華亭縣人。明朝政治人物。

## 生平
萬曆十三年（1585年）乙酉科應天鄉試第八名舉人，十七年（1589年）己丑科進士。工部觀政，其父陸樹聲特遺書戒之，書云：「於家則疑盈滿，於國則妨俊英，毋趨捷徑，毋昵權門，乃吾子也。淡泊靜退，此吾四子家箴，兒自佩之。」，此信傳至都下，聞者無不嘆服。。使勿预馆试，本年六月授行人司行人。
在职二年，乞归侍亲，朝廷對此嘉许，特給半俸，待遇前所未有。萬曆三十三年父丧，服阙不出。萬曆三十九年（1611年），即家拜光禄寺丞，不得已之官。四十二年正月转光祿寺少卿，四十五年迁太仆寺少卿，次年引疾归。天启四年（1624年），以光禄寺卿召，坚辞。崇祯二年（1629年），召为刑部右侍郎，因病未上。次年卒，年六十五。

## 家族
曾祖父陸蘭，義官。祖父林鵠（1490年-1552年），字九霄，別號誌梅，本姓陸，從母姓林。父陸樹聲。

## 著作

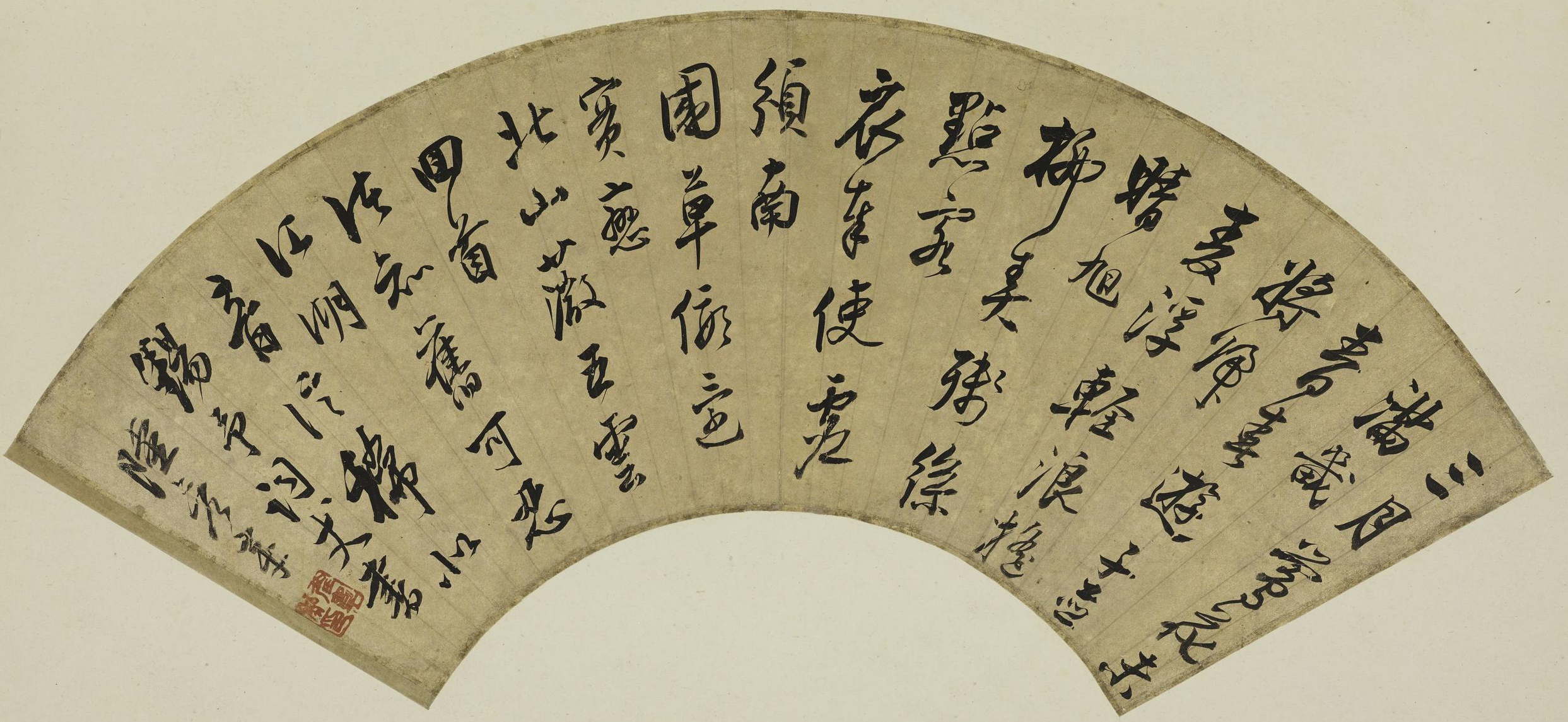
陆彦章行书诗扇页

陸彥章工詩善書，书法妍雅，尤工小楷。著《天寿堂日编》《读书园集》。